# Kepler-34
Kepler-34 — двойная звезда, которая находится в созвездии Лебедя на расстоянии около 4889 световых лет от Солнца. Вокруг звезды обращается, как минимум, одна планета.

## Характеристики
Kepler-34 — двойная система из солнцеподобных звёзд; впервые упоминается в каталоге 2MASS под наименованием 2MASS J19454459+4438296. В настоящий момент более распространено наименование Kepler-34 , данное исследователями из проекта телескопа Kepler, открывшими у звезды планету. Масса и размеры обеих компонент системы сравнимы с солнечными. Температура поверхности компоненты A составляет 5913 кельвинов, а компоненты B — 5867 кельвинов. Светимость звёзд ненамного превышает солнечную. Компоненты движутся вокруг общего центра масс по эллиптической орбите с периодом 27,7 суток.

## Планетная система
В 2012 году группой астрономов из проекта телескопа Kepler было объявлено об открытии планеты Kepler-34 b в этой системе. Она представляет собой газовый гигант, по массе уступающий Сатурну. Радиус планеты равен 76 % юпитерианского. Kepler-34 b обращается вокруг родительских звёзд на расстоянии около одной астрономической единицы, совершая полный оборот за 288 суток.